# Гоза Володимир Олегович
Володимир Олегович Гоза (нар. 15 квітня 1996, Жидачів, Львівська область, Україна) — український важкоатлет, майстер спорту України, учасник Олімпійських ігор 2016 року.

## Результати
| Рік                                       | Місце                    | Вага             | Ривок            | Ривок            | Ривок            | Ривок            | Поштовх          | Поштовх          | Поштовх          | Поштовх          | Загалом          | Місце            |
| Рік                                       | Місце                    | Вага             | 1                | 2                | 3                | Місце            | 1                | 2                | 3                | Місце            | Загалом          | Місце            |
| Олімпійські ігри                          | Олімпійські ігри         | Олімпійські ігри | Олімпійські ігри | Олімпійські ігри | Олімпійські ігри | Олімпійські ігри | Олімпійські ігри | Олімпійські ігри | Олімпійські ігри | Олімпійські ігри | Олімпійські ігри | Олімпійські ігри |
| ----------------------------------------- | ------------------------ | ---------------- | ---------------- | ---------------- | ---------------- | ---------------- | ---------------- | ---------------- | ---------------- | ---------------- | ---------------- | ---------------- |
| 2016                                      | Ріо-де-Жанейро, Бразилія | 94 кг            | 165              | 170              | 174              | 9                | 195              | 200              | 205              | 9                | 375              | 9                |
| Чемпіонат світу                           |                          |                  |                  |                  |                  |                  |                  |                  |                  |                  |                  |                  |
| 2018                                      | Ашгабат, Туркменістан    | 96 кг            | 163              | 166              | 170              | 11               | 193              | 198              | 201              | 22               | 363              | 14               |
| 2015                                      | Х'юстон, США             | 94 кг            | 166              | 171              | 171              | 13               | 192              | 197              | 202              | 17               | 363              | 15               |
| Чемпіонат світу серед юніорів             |                          |                  |                  |                  |                  |                  |                  |                  |                  |                  |                  |                  |
| 2016                                      | Тбілісі, Грузія          | 94 кг            | 170              | 171              | 171              | —                | 195              | 203              | 204              | 1                | —                | —                |
| 2015                                      | Вроцлав, Польща          | 94 кг            | 163              | 167              | 173              | 1                | 193              | 193              | 203              | 2                | 366              | 2                |
| Чемпіонат Європи серед юніорів            |                          |                  |                  |                  |                  |                  |                  |                  |                  |                  |                  |                  |
| 2016                                      | Ейлат, Ізраїль           | 94 кг            | 165              | 170              | 172              | 1                | 195              | 197              | 210              | 1                | 369              | 1                |
| 2014                                      | Лімассол, Кіпр           | 94 кг            | 157              | 163              | 167              | 3                | 181              | 186              | 191              | 3                | 358              | 3                |
| Чемпіонат Європи серед молоді до 23 років |                          |                  |                  |                  |                  |                  |                  |                  |                  |                  |                  |                  |
| 2019                                      | Бухарест, Румунія        | 96 кг            | 161              | 164              | 169              | 2                | 190              | 200              | 200              | 3                | 364              | 2                |
| 2018                                      | Замостя, Польща          | 105 кг           | 165              | 166              | 166              | 3                | 195              | 200              | 204              | 4                | 366              | 3                |